# Esmeralda Ruspoli
Esmeralda Ruspoli (* 24. Juni 1928 in Rom als Smeralda Giovanna Amelia Palma Maria dei Principi Ruspoli; † 1. September 1988 in Panarea) war eine italienische Schauspielerin. 

## Leben
Esmeralda Ruspoli wurde als Nachfahrin des Adelsgeschlechts der Ruspoli in Rom geboren. Sie war mit dem Schauspieler und Dramatiker Giancarlo Sbragia (1926–1994) verheiratet. Zusammen haben sie drei Kinder: Ottavio, Viola und Mattia Sbragia. Die Ehe wurde später geschieden.

## Wirken
Ihr Filmdebüt hatte sie 1960 in Michelangelo Antonionis preisgekröntem Film Die mit der Liebe spielen in der größeren Rolle der Patrizia. Weitere Filme und Fernsehserien folgten, beispielsweise konnte man sie 1968 in der erfolgreichen Shakespeare-Verfilmung Romeo und Julia von Franco Zeffirelli als Lady Montague sehen. Ab Anfang der 1970er-Jahre wurden ihre Auftritte vor der Kamera seltener. Ihre letzte Rolle übernahm sie 1987, ein Jahr vor ihrem Tod, in Brille mit Goldrand.
Esmeralda Ruspoli starb 1988 im Alter von 60 Jahren.

## Filmografie (Auswahl)
- 1960: Die mit der Liebe spielen (La nottata)
- 1962: Pirat der sieben Meere (Il dominatore dei 7 mari)
- 1966: Melissa (Fernsehserie, 2 Folgen)
- 1967: Le troiane (Fernsehfilm)
- 1968:  Romeo und Julia (Romeo and Juliet)
- 1971: Neun im Fadenkreuz (Sans mobile apparent)
- 1972: Allein gegen das Gesetz (Il vero e il falso)
- 1975: Spuren auf dem Mond (Le orme)
- 1987: Brille mit Goldrand (Gli occhiali d'oro)